# Adrien Duquesnoy
Pour les articles homonymes, voir Duquesnoy.
Adrien Cyprien Duquesnoy, né le 26 septembre 1759 à Briey et mort à Rouen le 3 mars 1808, avocat, agronome, syndic de l'assemblée provinciale de Lorraine et Barrois, député électeur du bailliage de Briey (1789-1791), maire de Nancy (1792), maire du Xe arrondissement de Paris (1803).

## Biographie
Avocat, son activisme à soutenir les émeutiers (crise sociale due à la pénurie des grains) à Nancy en avril 1789 l'amène, contre toute attente, à être élu député du Tiers aux États généraux, il participa avec enthousiasme aux travaux de réforme du territoire, favorable à l'abolition des privilèges, son point de vue est bien connu notamment grâce à son journal qui a été publié plusieurs fois,.
À la fin de son mandat, en 1791, il revient en Lorraine. Il est alors élu maire de Nancy, fonction qu'il exerce du 15 février au 5 décembre 1792. Une de ses premières décisions, symbolique, est de rebaptiser la "place Royale" en "place du Peuple";  il participe activement à faciliter le recrutement des armées durant l'été 1792, fait enlever la statue de Louis XV située au centre de la place du Peuple, puis se montre comme un fervent républicain en octobre 1792, allant jusqu'à critiquer et refuser d'obéir aux arrêtés pris par ses collègues du district de Nancy et du département de la Meurthe. Son nom apparaît dans l'affaire de l'armoire de fer durant le procès de Louis Capet, ex-roi des Français : il est mis en état d'arrestation ce qui l'empêche d'être réélu à la mairie de Nancy en décembre 1792. Libéré en janvier 1793 après que son innocence fut reconnue par la Convention nationale, il est élu "Directeur des Postes et Messageries" à Nancy, fonction qu'il exerce jusqu'en août 1793. Il démissionne de cette place à la suite des dénonciations de la Société Populaire de Nancy qui l'accuse d'avoir soutenu la répression exercée par Bouillé à Nancy lors de l'affaire du 31 août 1790. Il se justifie longuement à la Société populaire de Nancy le 15 septembre 1793 et y est, d'après lui, acclamé. Les sans-culottes de Nancy, ceux-là mêmes qui l'avaient pourtant dénoncé, le lavent de tout soupçon. Duquesnoy se retire le 21 octobre 1793 "à sa campagne de Vaux", pour y poursuivre une de ses passions : l'étude et la pratique de l'agriculture. 
Son répit est de courte durée, le représentant du Peuple Balthazar Faure (député de la Haute-Loire), de passage en Lorraine, le fait arrêter en même temps que les hébertistes et sans-culottes de Nancy. Il est conduit à la prison de La Force à Paris le 9 pluviôse an II [28 janvier 1794]. Il est jugé et libéré le 21 vendémiaire an III (12 octobre 1794), durant son court procès il utilise les mêmes arguments que ceux qu'il avait formulés pour se justifier à la Société populaire de Nancy un an plus tôt, il explique, en outre, qu'il reçut de nombreuses lettres d'insultes et des menaces de mort de la part de Français émigrés. Il retourne alors à Vaux où des plantations d'arbres et de plantes potagères l'attendent.
Il revient dans le champ politique en 1798 (correspondance avec le ministre lorrain François de Neufchâteau).
Il devient ensuite chef de bureau au ministère de l’intérieur et conseiller du ministre Lucien Bonaparte. Il est également nommé au Conseil de Commerce et s’occupe de créer et de coordonner un « Bureau de statistiques de la France par départements ». Durant cette période, Duquesnoy se lance dans l'industrie; il engage sa fortune et celle (bien plus importante) de sa belle-famille dans une filature de laine à Rouen.
Après son passage au ministère de l’intérieur, il est nommé maire du 10e arrondissement de Paris (le 4 frimaire an XII (26 novembre 1803), fonction qu'il cumule avec celles d' « administrateur des Sourds-muets » et membre du Conseil général des hospices.
Sous ce dernier titre, il fait publier, en  un ouvrage collectif intitulé « Établissements de bienfaisance du Xe arrondissement de Paris » dans lequel il présente un « plan de bienfaisance».
Il aurait été disgracié par Napoléon Ier pour avoir marié le 26 octobre 1803 Lucien Bonaparte et Alexandrine de Bleschamp contre les volontés de l'Empereur. Cet épisode est mal renseigné et a fait l’objet de plusieurs versions, ce qui est sur c’est que le mariage en question n’a pas été enregistré dans le Xe arrondissement mais à Chamant dans le département de l’Oise. En revanche, Duquesnoy, en tant que maire, a enregistré la naissance du premier enfant de Lucien Bonaparte et Alexandrine de Bleschamp, le 4 prairial an XI (24 mai 1803).
On retrouve son corps dans la Seine à Rouen le 3 mars 1808. On évoque généralement un suicide ayant pour cause son éventuelle disgrâce ou la faillite de sa filature.

## Citations
Concernant la Déclaration universelle des droits de l'Homme et du Citoyen : « Une déclaration doit être de tous les temps et de tous les peuples ; les circonstances changent, mais elles doivent être invariables au milieu des révolutions. Il faut distinguer les lois et les droits. Les lois sont analogues aux mœurs, elles ont la teinte du caractère national ; les droits sont toujours les mêmes. » 20 août 1789
« La liberté, l’égalité, ces divinités bienfaisantes et tutélaires sont les idoles de mon cœur, elles ont eu mes premières pensées, je ne vis que pour elles ; mais c’est dans le temple seul de la loi que je veux leur sacrifier ; j’ai été, je suis, je serai jusqu'à la mort, l’homme de la Constitution, elle sera mon seul guide ; et c'est vers son exécution que seront dirigés tous mes efforts.» 17 février 1792
« Les hommes valent mieux qu’ils ne valaient avant la Révolution, il y a plus de bienfaisance, plus de cet amour du genre humain dont parle Cicéron, plus de vertus domestiques, moins de débauche, moins de délits de police ; et je ne parle pas des grands actes de dévouement civique dont les preuves se multiplient chaque jour ; eh bien ! ce grand avantage est dû à la Révolution. Puisque nous voulons que la France soit une République, soyons donc des Républicains, ayons en les mœurs, le courage, le dévouement, la grandeur d’âme, la générosité. » 29 septembre 1792

## Publications
- Opinion sur la division du Royaume, lue à la séance du 5 octobre 1789.- A Paris, chez Baudouin, 1789.
- Mémoire sur l'éducation des bêtes à laine - Veuve Bachot, Nancy 1792